# Keylon Batiz
Keylon Jeffrey Batiz Slate (Nicaragua, 1 de febrero de 2004) es un futbolista nicaragüense que juega como mediocentro ofensivo en el Tombense F.C del Campeonato Brasileño de Serie B.
En el 2022, Keylon obtuvo su primer cetro nacional de la liga nicaragüense, tras vencer al C.D Walter Ferrati en tanda de penales.

## Clubes
| Club            | País      | Año       |
| --------------- | --------- | --------- |
| Real Estelí F.C | Nicaragua | 2020-2022 |
| Tombense F.C    | Brasil    | 2023-Act. |

## Palmarés

### Títulos nacionales
| Título                        | Club            | País      | Año  |
| ----------------------------- | --------------- | --------- | ---- |
| Primera División de Nicaragua | Real Estelí F.C | Nicaragua | 2022 |